# Pulletop-Buschfeuer

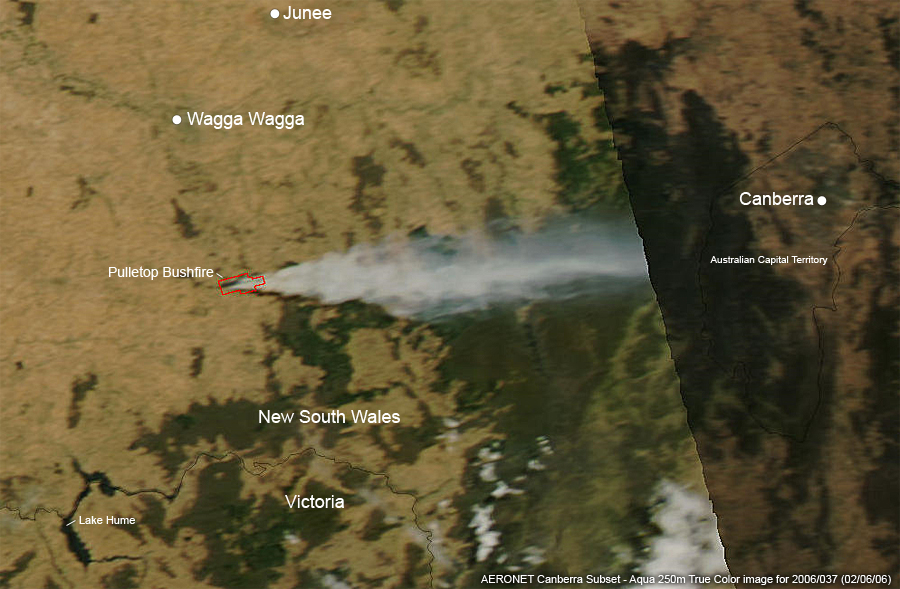
MODIS-Satellitenbild des Buschfeuers (6. Februar 2006)

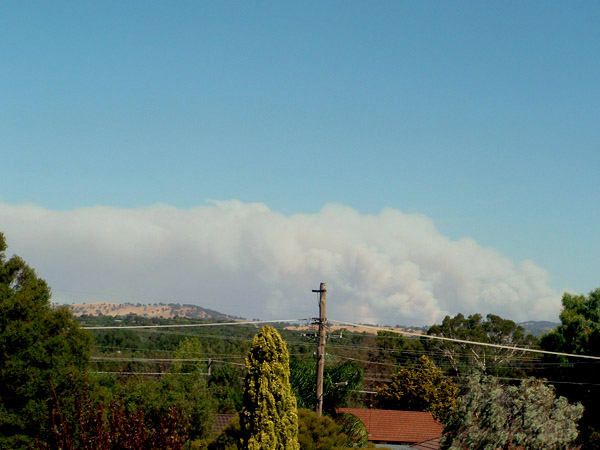
Rauch des Pulletop-Buschfeuers bei Wagga Wagga

Das Pulletop-Buschfeuer ereignete sich am 6. Februar 2006 etwa 30 km südöstlich von Wagga Wagga in New South Wales, Australien.

## Verlauf des Buschfeuers
Das Pulletop-Buschfeuer entstand bei heißen und trockenen Wetterbedingungen durch einen Traktor auf dem Gelände Pulletop. Dieses Buschfeuer geriet außer Kontrolle. 
Der New South Wales Rural Fire Service erklärte das Buschfeuer zum Notfall. Als 10 km² Farmland brannten, sperrte sie den Hume Highway am Nachmittag, da die Gefahr bestand, dass das Feuer in die kleinen ländlichen Orte Humula, Book Book, Livingstone und Kyeamba übergriff. Am 7. Februar 2006 besserten sich die Wetterbedingungen und die Feuerwehrleute gewannen in dem unzugänglichen Gebiet die Kontrolle über das Feuer.

## Schäden
Über 90 km² Farmland, 2500 Schafe, 6 Rinder, 3 Fahrzeuge, zwei Scheunen und 50 km Zaun verbrannten. Der Schaden belief sich auf AUD 5 Millionen. 19 Häuser und eine Telefonstation konnten vor dem Feuer geschützt werden.